# المقولات (أرسطو)

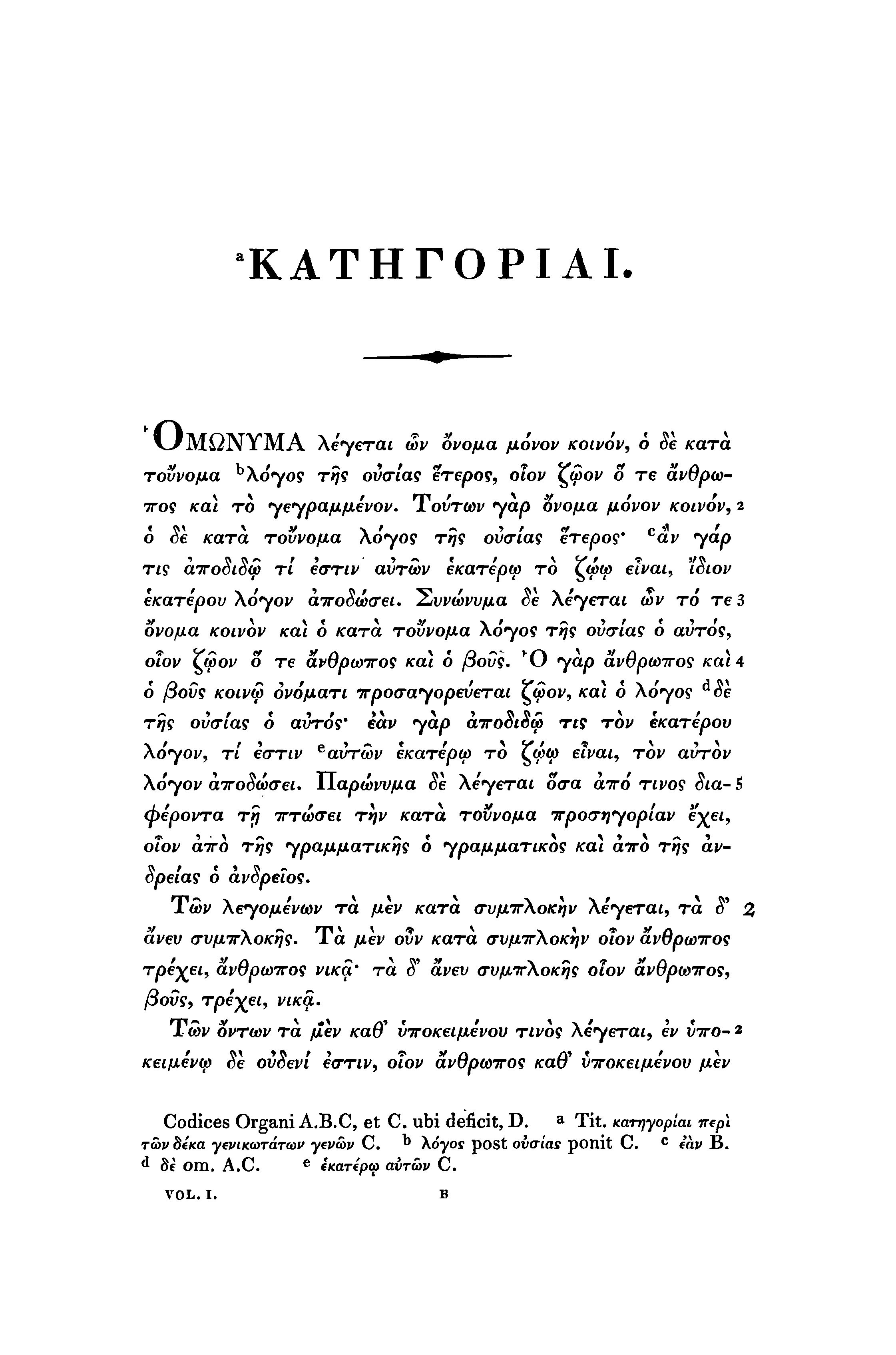

المقولات أو قاطيغورياس هي إحدى الآثار المنسوبة إلى أَرِسْطُوطَالِيس، تناقش فيه مسألة المقولات وتعتبر ضمن الكتب المنطقية المسماة بـ «الأورغانون». وهي بمثابة مقدمة لكتاب العبارة.
والكتاب يبحث في أعم الصفات التي تطلق على الموجودات من الناحية المنطقية. والمقولات عند أرسطو عشرة وهي:
- الجوهر مثل رجل.
- الكم مثل ثلاثة أشبار.
- الكيف مثل أبيض.
- المكان مثل السوق.
- الزمان مثل أمس.
- الإضافة مثل نصف.
- الوضع مثل جالس.
- المِلْك مثل شاكى السلاح.
- الفعل مثل القطع.
- الانفعال مثل مقطوع.[2]

## الترجمة إلى العربي
ترجمت «المقولات» إلى العربية مبكرا ضمن حركة الترجمة، ووقع خلاف في من وضع هذه الترجمة، على أن القول الأرجح هو أنه من عمل إسحق بن حنين. وقد نشر المستشرق زنكر هذه الترجمة سنة 1849 م. كما نقله يحيى بن البطريق (نحو 200 هـ).

## الشروح
شَرَحه من القدماء فرفوريوس الصوري، ووضع كتاب إيساغوجي مقدمة له، كما شرحه ثاوفرسطس وثامسطيوس والإسكندر الأفروديسي وسنبليقيوس ويحيى النحوي. وبعد أن تُرجم إلى العربية شرحه إبراهيم القويري ومتى بن يونس وأبو نصر الفارابي وأبو سليمان المنطقي وأبو الحسن العامري وغيرهم.